# Sabine Azéma
Sabine Azéma (Parijs, 20 september 1949) is een Franse filmactrice en regisseur. Ze studeerde af aan het Conservatorium van Parijs (dramatische Kunsten).

## Carrière
Haar filmcarrière begon in 1975. In 1984 verscheen Azémé in het drama Un dimanche à la campagne en won een César voor beste actrice voor haar rol van de vrijgevochten dochter van het hoofdpersonage. Ze speelde in talrijke films van Alain Resnais met wie ze in 1998 in het huwelijk trad. Zo was ze te zien in onder meer La vie est un roman (1983), L'Amour à mort (1984), Smoking/No Smoking (1993) (die haar een tweede César voor beste actrice opleverde), On connaît la chanson (1997), Pas sur la bouche (2003) en Cœurs (2006).

## Filmografie
| Actrice        | Actrice                                     | Actrice                                                                               | Actrice |
| Jaar           | Titel                                       | Rol                                                                                   |         |
| -------------- | ------------------------------------------- | ------------------------------------------------------------------------------------- | ------- |
| 1975           | La preuve par treize                        | Sophie                                                                                |         |
| 1976           | On aura tout vu                             | Mlle Claude Ferroni                                                                   |         |
| 1976           | Le chasseur de chez Maxim's                 | Geneviève                                                                             |         |
| 1977           | La Dentellière                              | Corinne                                                                               |         |
| 1977           | Appelez-moi docteur ou le médecin invisible | Sophie                                                                                |         |
| 1978           | Les folies Offenbach                        |                                                                                       |         |
| 1978           | Le scénario                                 | Liza                                                                                  |         |
| 1979           | L'étrange monsieur Duvallier                | Laurence                                                                              |         |
| 1981           | On n'est pas des anges... elles non plus    | Marie-Laure Forestier                                                                 |         |
| 1974/1981/1982 | Au théâtre ce soir                          | Nicole/Françoise/Lioudmila                                                            |         |
| 1983           | La vie est un roman                         | Élisabeth Rousseau                                                                    |         |
| 1984           | Un dimanche à la campagne                   | Irène                                                                                 |         |
| 1984           | L'Amour à mort                              | Elisabeth Sutter                                                                      |         |
| 1986           | Zone rouge                                  | Claire Rousset                                                                        |         |
| 1986           | Mélo                                        | Romaine Belcroix                                                                      |         |
| 1986           | La puritaine                                | Ariane                                                                                |         |
| 1989           | Cinq jours en juin                          | Yvette                                                                                |         |
| 1989           | La Vie et rien d'autre                      | Irène de Courtil                                                                      |         |
| 1989           | Vanille fraise                              | Clarisse Boulanger                                                                    |         |
| 1990           | Trois années                                | Julia Poncenot-Guillermen                                                             |         |
| 1991           | Rossini! Rossini!                           | Olimpia Pélissier                                                                     |         |
| 1993           | Smoking/No Smoking                          | Celia Teasdale / Sylvie Bell / Irene Pridworthy / Rowena Coombes / Josephine Hamilton |         |
| 1995           | Les Cent et Une Nuits de Simon Cinéma       | Sabine / Irène                                                                        |         |
| 1995           | Noir comme le souvenir                      | Lucy                                                                                  |         |
| 1995           | Le bonheur est dans le pré                  | Nicole Bergeade                                                                       |         |
| 1996           | Mon homme                                   | Bérangère                                                                             |         |
| 1996           | Le veilleur de nuit                         | Elle                                                                                  |         |
| 1997           | On connaît la chanson                       | Odile Lalande                                                                         |         |
| 1997           | Quand le chat sourit                        |                                                                                       |         |
| 1999           | Le schpountz                                | Françoise                                                                             |         |
| 1999           | La Bûche                                    | Louba                                                                                 |         |
| 2001           | La chambre des officiers                    | Anaïs                                                                                 |         |
| 2001           | Tanguy                                      | Édith Guetz                                                                           |         |
| 2003           | Le mystère de la chambre jaune              | Mathilde Stangerson                                                                   |         |
| 2003           | Pas sur la bouche                           | Gilberte Valandray                                                                    |         |
| 2005           | Peindre ou faire l'amour                    | Madeleine Lasserre                                                                    |         |
| 2005           | Le parfum de la dame en noir                | Mathilde Stangerson                                                                   |         |
| 2005           | Olé!                                        | Alexandra Veber                                                                       |         |
| 2006           | Coeurs                                      | Charlotte                                                                             |         |
| 2007           | Faut que ça danse!                          | Violette                                                                              |         |
| 2008           | Le voyage aux Pyrénées                      | Aurore Lalu                                                                           |         |
| 2009           | Les Herbes folles                           | Marguerite Muir                                                                       |         |
| 2009           | Les derniers jours du monde                 | La marquise d'Arcangues                                                               |         |
| 2010           | Donnant, donnant                            | Jeanne                                                                                |         |
| 2011           | La Fille du puisatier                       | Mme Mazel                                                                             |         |
| 2012           | Vous n'avez encore rien vu                  | Eurydice #1                                                                           |         |
| 2013           | Tante Hilda!                                | Tante Hilda (stem)                                                                    |         |
| 2014           | Aimer, boire et chanter                     | Kathryn                                                                               |         |
| 2016           | Ma famille t'adore déjà!                    | Dahliah                                                                               |         |
| 2016           | Raid dingue                                 | Marie-Caroline Dubarry                                                                |         |
| 2017           | Knock                                       | La Cuq                                                                                |         |
| 2019           | Tanguy, le retour                           | Édith Guetz                                                                           |         |
| 2021           | La Place d'une autre                        | madame de Lengwil                                                                     |         |
| 2023           | Wahou !                                     | Sylvette                                                                              |         |
| 2024           | N'avoue jamais                              | Annie                                                                                 |         |

## Prijzen en nominaties

### Prijzen

#### César voor beste actrice
- 1985 - Un dimanche à la campagne
- 1987 - Mélo

### Nominaties

#### César voor beste actrice
- 1990 - La Vie et rien d'autre
- 1994 - Smoking/No Smoking
- 1996 - Le bonheur est dans le pré
- 1998 - On connaît la chanson

#### César voor beste actrice in een bijrol
- 1984 - La vie est un roman